# Рухуна
Рухуна — середньовічне королівство, яке знаходилося на південній території сучасної Шрі-Ланки (район Хамбантота) і входило в сингальську держава. Кордон Рухуни проходив по річках Калу і Махавелі. Столиця Рухуни відома як Магама; вона перебувала в районі сучасних міст Амбалантота і Тіссамахарама. Завдяки важкодосяжності часто ставало місцем формування сил, які боролися з іноземними завойовниками. З XVI століття Рухуна стала частиною Кандійської держави.